# Matteo Noris
Matteo Noris (Venezia, 1640 circa – Treviso, 6 ottobre 1714) è stato un librettista italiano.

## Biografia
Per quasi tutta la vita lavorò per i teatri veneziani, scrivendo principalmente libretti di drammi per musica. Tra gli anni '70 e '80 del Seicento tenne esclusivamente rapporti lavorativi con il Teatro Santi Giovanni e Paolo e il Teatro San Giovanni Grisostomo. Nel 1686 fu coinvolto in uno scandalo: aveva messo in scena Il demone amante ovvero Giugurta, musicato da Carlo Francesco Pollarolo, che fu ritenuto offensivo del sentimento religioso e riproposto smussato degli elementi più arditi. Tuttavia per qualche anno cessò di scrivere per i palcoscenici veneziani ed iniziò a lavorare per i teatri di Genova e Firenze; in quest'ultima città presso il teatro della Villa di Pratolino, su suoi libretti, vennero rappresentati Il greco di Troia nel 1689, l'Attilio Regolo nel 1693 e il Tito Manlio nel 1696. Nel 1697 circa riprese a lavorare per il San Giovanni Grisostomo. Vincenzo Maria Coronelli lo include nell'elenco dei poeti-maestri veneziani assieme ad Apostolo Zeno, Francesco Silvani e altri. Morì a Treviso nel 1714 e fu sepolto nella chiesa di San Leonardo.

## Libretti
- La Zenobia (musicato da Giovanni Antonio Boretti, 1666)
- Marcello in Siracusa (musicato da Giovanni Antonio Boretti, 1669-70)
- Semiramide (musicato da Pietro Andrea Ziani, 1670)
- Attila (musicato a Pietro Andrea Ziani, 1672)
- Domitiano (musicato da Giovanni Antonio Boretti, 1672)
- Il Numa Pompilio (musicato da Giovanni Maria Pagliardi, 1674; musicato da Ferdinando Paër, 1808)
- Diocleziano (musicato da Carlo Pallavicino, 1674)
- Galieno (musicato da Carlo Pallavicino, 1675)
- Totila (musicato da Giovanni Legrenzi, 1677; musicato da Francesco Gasparini, 1696)
- I duo tiranni al soglio (musicato da Antonio Sartorio, 1679)
- Astiage (musicato da Giovanni Buonaventura Viviani, 1677)
- Dionisio ovvero La virtù trionfante del vitio (musicato da Gian Domenico Partenio e Petronio Franceschini, 1681)
- Flavio Cuniberto (musicato da Gian Domenico Partenio, 1681; musicato da Domenico Gabrielli, 1688; musicato da Luigi Mancia, 1696; musicato da Alessandro Scarlatti, 1702; musicato da Conrad Friedrich Hurlebusch, 1727)
- Bassiano ovvero Il maggior impossibile (musicato da Carlo Pallavicino, 1682; musicato da Alessandro Scarlatti, 1694)
- Carlo re d'Italia (musicato da Carlo Pallavicino, 1682)
- Il re infante (musicato da Carlo Pallavicino, 1683; musicato da Carlo Francesco Pollarolo, 1694)
- Licinio imperatore (musicato da Carlo Pallavicino, 1683)
- Traiano (musicato da Giuseppe Felice Tosi, 1684)
- Ricimero re de' Vandali (musicato da Carlo Pallavicino, 1684)
- Penelope la casta (musicato da Carlo Pallavicino, 1685; musicato da Alessandro Scarlatti, 1694-6; musicato da Giacomo Antonio Perti, 1696; musicato da Giacomo Facco, 1713; musicato da Fortunato Chelleri, 1717)
- Il demone amante ovvero Giugurta (musicato da Carlo Francesco Pollarolo, 1685)
- Il Licurgo ovvero Il cieco d'acuta vista (musicato da Carlo Francesco Pollarolo, 1686)
- Amore inamorato (musicato da Carlo Pallavicino, 1686)
- Il Greco in Troia (festa teatrale; musicato da Giovanni Maria Pagliardi, 1689)
- Furio Camillo (musicato da Giacomo Antonio Perti, 1692; musicato da Bernardo Sabadini, 1697)
- Marc'Antonio (musicato da Carlo Francesco Pollarolo, 1692)
- Attilio Regolo (musicato da Giovanni Maria Pagliardi, 1693; musicato da Giacomo Rampini, 1713)
- Nerone fatto Cesare (musicato da Giacomo Antonio Perti, 1693; musicato da Alessandro Scarlatti, 1695; musicato da Francesco Gasparini, 1715; musicato da Antonio Vivaldi, 1715)
- L'Amore figlio del Merito (musicato da Marc'Antonio Ziani, 1694)
- Laudice e Berenice (musicato da Giacomo Antonio Perti, 1694)
- Alfonso primo (musicato da Carlo Francesco Pollarolo, 1694)
- La finta pazzia d'Ulisse (musicato da Marc'Antonio Ziani, 1696)
- Tito Manlio (musicato da Carlo Francesco Pollarolo, 1696; musicato da Antonio Giannettini, 1701; musicato da Paolo Magni, 1710; musicato da Antonio Vivaldi, 1719-20; musicato da Luca Antonio Predieri, 1721; musicato da Gioacchino Cocchi, 1761; musicato da Giuseppe Giordani, 1784)
- I reggi equivoci (musicato da Carlo Francesco Pollarolo, 1697)
- Murzio Coriolano (musicato da Carlo Francesco Pollarolo, 1698)
- Il repudio d'Ottavia (musicato da Carlo Francesco Pollarolo, 1699)
- Il colore fa' la regina (musicato da Carlo Francesco Pollarolo, 1700)
- Il delirio comune per l'incostanza dei genii (musicato da Carlo Francesco Pollarolo, 1701)
- Catone Uticenze (musicato da Carlo Francesco Pollarolo, 1701)
- L'odio e l'amore (musicato da Carlo Francesco Pollarolo, 1702; musicato da Antonio Vincenzo Aldrovandini, 1704; musicato da Giuseppe Maria Orlandini, 1709)
- Il giorno di notte (musicato da Carlo Francesco Pollarolo, 1704)
- Virgilio consolo (musicato da Antonio Giannettini, 1704)
- La regina creduta re (musicato da Giovanni Bononcini, 1706)
- Berengario re d'Italia (musicato da Girolamo Polani, 1710)
- Le passioni per troppo amore (musicato da Johann David Heinichen. 1713)
- Cesare (musicato da Antonio Pollarolo, 1715)
- Ciro (musicato da Francesco Gasparini, 1716)